# Гаврилов, Владимир Назарович
Владимир Назарович Гаврилов (18 марта 1926, Ростов-на-Дону, Северо-Кавказский край, РСФСР, СССР — 30 июля 2011, Ростов-на-Дону) — советский футболист и тренер, помощник главного тренера юношеской сборной СССР (1975—1977). Заслуженный тренер РСФСР (1977), заслуженный тренер СССР (1989).

## Биография
Участник Великой Отечественной войны. Награждён орденом Отечественной войны 2-й степени (1985), медалью «За победу над Германией в Великой Отечественной войне 1941—1945 гг.» (1946).
Начал играть в Ростове-на-Дону в 1944 году в юношеской команде «Динамо».
В 1947—1956 гг. выступал за ростовские команды «Динамо» и «Ростсельмаш».
Основатель и старший тренер отделения футбола спортинтерната N 10 в Ростове-на-Дону, в котором проработал около 30 лет. Воспитал многих известных футболистов: А. Бубнова, Л. Назаренко, В. Хидиятуллина, В. Глушакова, Г. Гогричиани, А. Жидкова, И. Склярова, Ю. Ковтуна и других. Работал в юношеской сборной СССР (чемпион Европы 1976, чемпион мира среди юниоров 1977).
В 1975—1977 гг. — помощник главного тренера юношеской сборной СССР, когда она стала чемпионом Европы-1976 и чемпионом мира-1977. В 1988 — тренер клуба Шахтёр (Шахты).
Тренер юношеской сборной России по Ростовской области с 1989 года.
Скончался 30 июля 2011 года. Похоронен на Северном кладбище Ростова-на-Дону.